# Ben Doak
Ben Gannon Doak (Dalry, 11 de novembro de 2005) é um futebolista profissional escocês que joga como atacante. Atualmente joga no Bournemouth.

## Carreira nos clubes
Doak começou sua carreira no Dalry Rovers, clube de sua cidade natal, antes de se transferir para o Ayr United e, depois, para o Celtic. Em 26 de dezembro de 2021, pouco depois de completar 16 anos de idade, foi relacionado entre os reservas na vitória do Celtic sobre o St Johnstone, fora de casa. Em 29 de janeiro de 2022, ele fez sua estreia como profissional no Celtic, saindo do banco de reservas aos 68 minutos na vitória por 1 a 0 contra o Dundee United, pela Premiership escocesa.
Em março daquele ano, Doak assinou com o Liverpool que pagou cerca de 600 mil libras esterlinas de compensação ao Celtic. Apesar dos problemas físicos constatados quando chegou a Anfield, ainda compondo o elenco da base, ele logo impressionou pela velocidade, força física e técnica, sendo capaz de finalizar bem com os dois pés.
Em 9 de novembro de 2022, fez sua estreia pelo Liverpool, entrando como substituto aos 74 minutos na vitória nos pênaltis contra o Derby County, pela terceira rodada da Copa da Liga Inglesa de 2022/23, em Anfield. Cinco dias depois, o jogador assinou seu primeiro contrato profissional com o Liverpool, então com 17 anos de idade completos   Doak fez seu primeiro jogo na Premier League pelo Liverpool em 26 de dezembro, na vitória por 3 a 1 sobre o Aston Villa, e se tornou o jogador escocês mais jovem da história a jogar uma partida na liga.

## Carreira pela seleção
Em 2 de setembro de 2021, Doak fez sua estreia pela seleção sub-17 da Escócia, marcando no empate de 1 a 1 contra o País de Gales - antes disso, ele já havia representado também a equipe sub-16 de seu país.
Ele ajudou a sub-17 a se classificar para o Eurocopa sub-17 de 2022, mas ficou de fora do torneio após sofrer uma lesão.
Doak foi convocado pela seleção sub-21 pela primeira vez em setembro de 2022, aos 16 anos. Ele fez sua estreia saindo do banco de reservas em 22 de setembro de 2022, contra a Irlanda do Norte, e marcou um gol após sete minutos em campo; ao fazê-lo, ele se tornou o artilheiro mais jovem de todos os tempos pelos sub-21 da Escócia.

## Vida pessoal
Seu avô, Martin Doak, também era jogador de futebol, e vestiu a camisa do Greenock Morton, com mais de 300 partidas disputadas em duas passagens.

## Estatísticas de carreira
- Atualizado até a partida disputada em 14 de janeiro de 2023[16]

| Clube             | Temporada         | Liga                    | Liga     | Liga | Copa Nacional | Copa Nacional | Copa da Liga | Copa da Liga | Outros   | Outros | Total    | Total |
| Clube             | Temporada         | Divisão                 | Partidas | Gols | Partidas      | Gols          | Partidas     | Gols         | Partidas | Gols   | Partidas | Gols  |
| ----------------- | ----------------- | ----------------------- | -------- | ---- | ------------- | ------------- | ------------ | ------------ | -------- | ------ | -------- | ----- |
| Celtic            | 2021–22           | Premier League escocesa | 2        | 0    | 0             | 0             | 0            | 0            | 0        | 0      | 2        | 0     |
| Liverpool         | 2022–23           | Premier League          | 2        | 0    | 1             | 0             | 1            | 0            | 0        | 0      | 4        | 0     |
| Total na carreira | Total na carreira | Total na carreira       | 4        | 0    | 1             | 0             | 1            | 0            | 0        | 0      | 6        | 0     |